# Philippe Pautrat
Philippe Pautrat, né le 18 juin 1884 à Villeneuve-sur-Lot et mort le 28 mai 1944, est un coureur cycliste français qui a participé au Tour de France

## Biographie
Mobilisé dans l'infanterie pendant la Première Guerre mondiale, il est blessé au bois de la Gruerie le 6 mars 1915.

## Palmarès
- 1904
  - 2e de Paris-Fontainebleau
  - 2e de Paris-Montargis
- 1905
  - 3e de Paris-Honfleur
  - 8e du Tour de France
- 1907
  - 8e de Milan-San Remo
- 1908
  - 2e de Paris-Abbeville
- 1911
  - 6e de Paris-Tours

## Résultats sur le Tour de France
4 participations
- 1905 : 8e
- 1907 : 19e
- 1908 : abandon
- 1911 : abandon